# Films américains sortis en 1913
Listes de films américains
- 1909
- 1910
- 1911
- 1912
- 1913
- 1914
- 1915
- 1916
- 1917

Liste de films américains sortis en 1913.

## A-Z (Ordre alphabétique des titres en anglais)
| Titre                             | Réalisateur                        | Distribution                                                                | Genre                                            | Notes                                         |
| --------------------------------- | ---------------------------------- | --------------------------------------------------------------------------- | ------------------------------------------------ | --------------------------------------------- |
| The Adventures of Kathlyn         | Francis J. Grandon                 | Kathlyn Williams                                                            | Sérial aventure                                  |                                               |
| American Born (en)                |                                    | Sydney Ayres, Harry von Meter, Charles Cummings                             |                                                  |                                               |
| L'Article 47 (en)                 |                                    | William Garwood, Victory Bateman, Howard Davies                             |                                                  |                                               |
| Atlantis                          |                                    |                                                                             |                                                  |                                               |
| Barney Oldfield's Race for a Life | Mack Sennett                       | Mack Sennett, Mabel Normand, Ford Sterling, Barney Oldfield                 | Comédie                                          |                                               |
| The Battle for Freedom            | George Melford                     | Carlyle Blackwell, Marin Sais, Jane Wolfe                                   | Film dramatique, Film d'aventure, Film de guerre |                                               |
| Beautiful Bismark (en)            |                                    | William Garwood                                                             | Drame                                            |                                               |
| Bianca (en)                       | Robert Thornby                     | George Cooper                                                               |                                                  |                                               |
| Bob's Baby (en)                   |                                    | Jean Acker                                                                  | Comédie                                          |                                               |
| The Caged Bird (en)               |                                    | William Garwood, Marguerite Snow                                            |                                                  |                                               |
| Calamity Ann's Beauty             |                                    |                                                                             |                                                  |                                               |
| Calamity Ann's Dream              |                                    |                                                                             |                                                  |                                               |
| Calamity Ann's Inheritance        |                                    |                                                                             |                                                  |                                               |
| Calamity Ann's Vanity             |                                    |                                                                             |                                                  |                                               |
| Calamity Ann, Heroine             |                                    |                                                                             |                                                  |                                               |
| Cohen Saves the Flag (en)         | Mack Sennett                       | Ford Sterling, Mabel Normand                                                | Comédie                                          |                                               |
| The Cub Reporter's Temptation     |                                    | Earle Foxe, Alice Joyce, Tom Moore                                          | Film dramatique                                  |                                               |
| Cupid in a Dental Parlor          | Henry Lehrman                      | Fred Mace                                                                   | Comédie                                          | Apparition non confirmée d'Harold Lloyd       |
| A Desperate Chance                | Kenean Buel                        | Earle Foxe, Alie Hollister, Robert G. Vignola, Helen Lidroth, Miriam Cooper | Film dramatique                                  |                                               |
| Dr. Jekyll and Mr. Hyde           | Herbert Brenon et Carl Laemmle     | King Baggot                                                                 | Film d'horreur                                   |                                               |
| The Evidence of the Film          | Lawrence Marston, Edwin Thanhouser | William Garwood, Marie Eline                                                | Film policier                                    |                                               |
| The Face at the Window            |                                    | Earle Foxe, Irene Boyle, Stuart Holmes                                      | Film dramatique                                  |                                               |
| His Chum the Baron (en)           | Mack Sennett                       | Ford Sterling                                                               | Comédie                                          | Apparition non confirmée d'Harold Lloyd       |
| Hulda of the Netherlands          |                                    |                                                                             |                                                  |                                               |
| Hurricane in Galveston            | King Vidor                         |                                                                             | Drame                                            | Première réalisation de Vidor                 |
| In the Secret Service             | Henry MacRae                       | Charles Bartlett                                                            | Western                                          |                                               |
| A Little Hero                     | Mack Sennett                       | Mabel Normand                                                               | Comédie                                          |                                               |
| A Little Hero                     | Colin Campbell                     | Roy Clark, Frank Clark                                                      | Comédie                                          |                                               |
| Mary Stuart                       | Walter Edwin                       | Mary Fuller                                                                 | Film historique                                  |                                               |
| The Old Monk's Tale               | J. Searle Dawley                   | Ben F. Wilson                                                               | Drame                                            | Première apparition documentée d'Harold Lloyd |
| The Quakeress                     | Raymond B. West                    | Louise Glaum                                                                | Film dramatique                                  |                                               |
| Robin Hood                        | Theodore Marston                   | William Russell                                                             | Film d'aventure                                  |                                               |
| Rory o' the Bogs                  | J. Farrell MacDonald               | J. Warren Kerrigan                                                          |                                                  |                                               |
| The Twelfth Juror                 | George Lessey                      | Ben F. Wilson                                                               | Film dramatique                                  |                                               |